# 24378 Katelyngibbs
24378 Katelyngibbs este un asteroid din centura principală de asteroizi.

## Descriere
24378 Katelyngibbs este un asteroid din centura principală de asteroizi. A fost descoperit pe 3 ianuarie 2000 la Socorro, New Mexico, în cadrul proiectului LINEAR. Asteroidul prezintă o orbită caracterizată de o semiaxă mare de 2,84 ua, o excentricitate de 0,09 și o înclinație de 2,0° în raport cu ecliptica.